# 宮崎シャイニングサンズ
宮崎シャイニングサンズ（みやざきシャイニングサンズ、英: Miyazaki Shining Suns）は、かつて存在した日本のプロバスケットボールチーム。ホームタウンは宮崎県。bjリーグに所属していた。

## 概要
宮崎県をホームタウンとする。運営法人はみやざきエナジークリエイト株式会社。宮崎県内における初のプロスポーツチームである。九州・沖縄地方からのbjリーグ参戦は大分ヒートデビルズ、ライジング福岡、琉球ゴールデンキングスに次いで4チーム目であった。
2008年設立、bjリーグに2010-11シーズンより加わり、2014年からNBLの下部リーグにあたるNBDLに転籍する予定となっていたが2013年11月1日に辞退した。
チーム名「シャイニングサンズ」には宮崎全体が光り輝く存在 (SHINING SUNS・太陽のように光り輝く) になるようにという想いが込められており、チームカラーを基調に椰子の木や太陽があしらわれたロゴを使用している。イメージカラーは太陽の光をイメージしたサンシャインオレンジ、太平洋の海をイメージしたオーシャンブルー、純朴な宮崎県民性を表現しているピュアホワイトの3色。

### ホームゲーム会場
- 宮崎県体育館（宮崎市）
- 宮崎市総合体育館（宮崎市）
- 都城市早水体育文化センター（都城市）
- 延岡市民体育館（延岡市）
- 日南市多目的体育館（日南市）

### マスコット
マスコットは宮崎牛をモチーフにしたキャラクターの「キャプテン ザックス」。デザインは2010年8月20日に発表、名前は9月19日のプレシーズンゲームにて発表された。当時発生していた口蹄疫被害からの復興に向けて第一歩を踏み出したその年に新しく誕生したチームとして、その時の思いを忘れることなく、力強く歩み、宮崎県に笑顔が溢れるようにとの願いが込められている。背番号は「みや」ざきにかけて38。

## 歴史

### 参入準備
2008年6月12日、13人の有志(設立時)からなる｢みやざきプロバスケットボールチーム設立準備委員会｣を設立。2010-11シーズンからのbjリーグ参入を目指し、活動を開始。事業構想説明会や署名活動、2010年3月までに99回にも及ぶ準備会議の開催、埼玉ブロンコスの短期キャンプ誘致などの活動を行い、その結果2009年8月19日に2010-11シーズンからのbjリーグ参入が決定した。2009年12月7日、チームの運営法人･「みやざきエナジークリエイト株式会社」を設立。2009年12月10日よりチーム名の一般公募を開始。応募総数422通の中から準備委員会による一次選考で20点に絞られ、次にチーム名選定委員（外部）による最終選考（投票）を経て、2010年1月28日、宮崎市内のホテルスカイタワーにて「宮崎シャイニングサンズ」を発表。続いて1月28日から2月28日までチームロゴを一般公募。宮崎県在住の男性のデザインを採用し、3月31日、ホテルスカイタワーにて発表。

### 2010-11シーズン

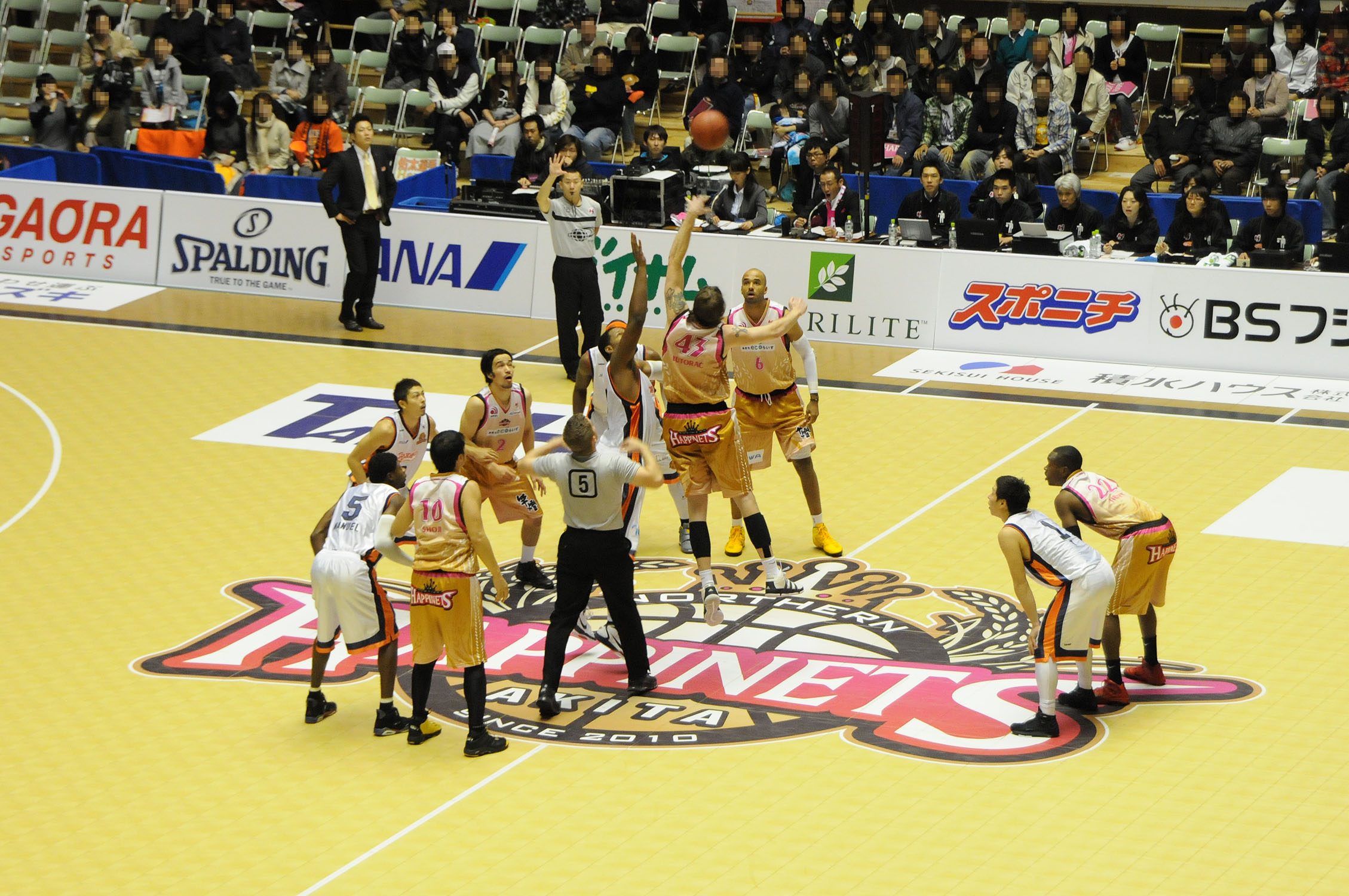
秋田戦

初代ヘッドコーチとして、浜松・東三河フェニックスにて中村和雄の下でマネージャーとアシスタントコーチを務め、2009-2010シーズンのリーグ優勝に貢献した遠山向人を招聘。bjリーグ2010ドラフト会議において、エクスパンションドラフトで滋賀レイクスターズより小島佑太を、新人ドラフトで浜松・東三河フェニックスの伊藤拓郎を、育成ドラフトで仙台89ERSの大石慎之介を、それぞれ獲得。また宮崎出身の清水太志郎を埼玉ブロンコスから獲得した。9月18日・19日の2日間、ライジング福岡を都城市に招き、初のプレシーズンマッチを開催。参入初年度は西地区8位でプレイオフに進出できなかった。

### 2011-12シーズン
外国人選手が全員入れ替わり、ディクスター・ライオンズやルイス・ウィッチャーらが加入。22勝30敗と2シーズン連続で8位だったが、西カンファレンス1位の琉球ゴールデンキングスに1勝（3敗）、2位の大阪エヴェッサに3勝（1敗）するなど上位からも勝ち星を奪い、上位キラーと評された。

### 2012-13シーズン
前シーズンの手腕を評価された遠山は琉球ゴールデンキングスのヘッドコーチに招かれ退団。後任には延岡学園高校バスケ部監督であった北郷純一郎が就いた。選手は新キャプテンの小島佑太以外全員が入れ替わった。
ホーム都城で開催された開幕戦で滋賀レイクスターズに勝利したが、次戦から12連敗を喫するなど下位に低迷。2013年1月30日には北郷HCが体調不良により退任し、替わってアシスタントコーチの佐野公俊がヘッドコーチに昇格した。
このシーズンは序盤から外国籍選手の入れ替わりが激しく、開幕時に在籍していた外国人は全員がシーズン途中に退団し、最終的に残ったのは途中入団のトーマス・フェアリーとアブドゥーラ・クウソーだけだった。日本人では新加入の大城弘樹、大塚裕土や現役復帰した高橋昌史らが奮闘したが、浮上を果たすことができず、初の最下位に沈んだ。

### その後
2013-14シーズンからは日本バスケットボール協会が中心となって発足されるナショナル・バスケットボール・デベロップメント・リーグ（NBDL）参加を画策し、2013年2月4日付でbjリーグに脱会届を提出した。
この中でbjリーグは、リーグからの借入金1,160万円と、提出期限（2012年6月末）を大幅に過ぎてからリーグ退会届を提出したことによる制裁金1,950万円含めた約4,000万円の支払いを宮崎に求めてきた。あわせて2013年5月22日付けで「運営会社みやざきエナジークリエイトの経営が悪化した」という理由によりbjリーグ 2013-14の参戦資格停止処分を受ける。宮崎側は脱会金を払う意志は示しているものの制裁金の内訳が不明であることからその支払は不服として交渉を進めた。その結果、同年6月20日のbjリーグ取締役会にて以下の評決が下された。
1. bjリーグ 2013-14シーズンは活動休止とする。これに伴い制裁金1,950万円は免除する。
2. 借入金はbjリーグに支払うものとする。
3. 同年6月12日に改めて提出された脱会届を受理する。

休止となった2013年7月以降の具体的なチーム活動については公表されておらず、オフィシャルサイトなども更新を停止している。
2013年8月8日のNBDL理事会で参入が決定されたが、11月1日付でNBDLへの参入辞退を申し出て受理された。

## 成績

### bjリーグ
| 年度    | レギュラーシーズン | レギュラーシーズン | レギュラーシーズン | レギュラーシーズン | レギュラーシーズン | レギュラーシーズン | レギュラーシーズン | レギュラーシーズン | 最終結果 | HC                   | 備考          |
| 年度    | 勝                 | 敗                 | 勝率               | ゲーム差           | 得点               | 失点               | 得失点差           | 順位               | 最終結果 | HC                   | 備考          |
| ------- | ------------------ | ------------------ | ------------------ | ------------------ | ------------------ | ------------------ | ------------------ | ------------------ | -------- | -------------------- | ------------- |
| 2010-11 | 13                 | 37                 | .260               | 21.0(11.0)         | 80.9               | 90.0               | -9.1               | 西8位              | 15位     | 遠山向人             | 新規参入1年目 |
| 2011-12 | 22                 | 30                 | .423               | 17.0(6.0)          | 77.2               | 79.2               | -2.0               | 西8位              | 14位     | 遠山向人             |               |
| 2012-13 | 9                  | 43                 | .173               | 33.0(19.0）        | 73.3               | 87.6               | -14.3              | 西10位             | 21位     | 北郷純一郎 →佐野公俊 |               |

ゲーム差は()外は1位、()内はプレイオフ圏との差をそれぞれ表している。

### 週間MVP
- 2011年2月5・6日 清水太志郎
- 2011年2月10-15日 ジャッキー・マニュエル
- 2011年11月17-20日 ディクスター・ライオンズ
- 2013年3月16・17日 アブドゥーラ・クウソー

### bjリーグオールスターゲーム
- ダンクコンテスト優勝
  - 2012-13 ラリクエス・カニングハム

## 選手とスタッフ

### スタッフ
| 役職                         | 名前           |
| ヘッドコーチ                 | 佐野公俊       |
| コーチングディレクター       | 丸岡英文       |
| アシスタントコーチ           | 井上ジョナサン |
| ヘッドトレーナー             | 渡邊浩二       |
| トレーナー兼通訳             | 近藤拓人       |
| コンディショニングトレーナー | 遠矢拓己       |
| マネージャー                 | 堀内幸         |

### 選手
| No. | 名前                   | P  | 生年   | 身長、体重   | 出身         | 前所属               |
| --- | ---------------------- | -- | ------ | ------------ | ------------ | -------------------- |
| 1   | 金井善哲               | G  | 1980年 | 180cm、84kg  | 大阪府       | 大分ヒートデビルズ   |
| 2   | 重永和樹               | G  | 1989年 | 185cm、80kg  | 宮崎県       | 東海大九州           |
| 3   | 小島佑太               | SF | 1983年 | 193cm、88kg  | 栃木県       | 滋賀レイクスターズ   |
| 4   | 福水優士               | G  | 1985年 | 179cm、75kg  | 鹿児島県     | レノヴァ鹿児島       |
| 14  | 大塚裕土               | G  | 1987年 | 188cm、82kg  | 北海道       | TGI D-RISE           |
| 17  | 高橋昌史               | F  | 1985年 | 194cm、96kg  | 宮崎県       | 都城クラブ           |
| 25  | トーマス・フェアリー   | C  | 1982年 | 206cm、109kg | アメリカ     | Hagen BG             |
| 31  | アブドゥーラ・クウソー | C  | 1984年 | 206cm、112kg | ナイジェリア | Zadar                |
| 34  | 大城弘樹               | PG | 1988年 | 172cm、70kg  | 沖縄県       | レノヴァ鹿児島       |
| 41  | 豊田喬                 | SG | 1987年 | 184cm、74kg  | 島根県       | 島根スサノオマジック |

### 過去の所属選手
- ジャッキー・マニュエル（2010年-2011年）
- イライジャ・パルマー（2010年-2011年）
- ブランドン・コール（2010年-2011年）
- 藤田弘輝（2010年-2011年）
- アイバン・ハリス（2011年）
- 清水太志郎（2010年-2012年）
- 大石慎之介（2010年-2012年）
- 米澤翼（2010年-2012年）
- 伊藤拓郎（2010年-2012年）
- ダリル・ドラ（2011年-2012年）
- ディクスター・ライオンズ（2011年-2012年）
- 月野雅人（2011年-2012年）
- ルイス・ウィッチャー（2011年-2012年）
- オニール・ミムズ（2011年-2012年）
- マーシャル・ブラウン（2012年）
- ドナルド・リトル（2012年）
- ドミニク・ケーラー（2012年）
- リッキー・ウッズ（2012年-2013年）
- ラリクエス・カニングハム(2012年-2013年)

## チアダンスチーム
オフィシャルチアダンスチームは「MOOJEES」（ムージーズ）。チーム名は宮崎の方言の「むじー（かわいい）」に由来しており2010年8月24日に発表された。コンセプトは「Beauty & HotSprit」。チアロゴイメージは、太陽の光を受けて輝く月をイメージ。カラーはショッキングピンクと黒で、可愛らしさの中に凛とした女性の強さを表現している。初代ディレクターは葵 奈都乃（アオイ ナツノ）。主な活動内容はホームゲームでのダンスパフォーマンスや県内各地のイベント出演、社会貢献活動など。

## 後援会組織
- みやざきプロバスケットボールチーム設立準備委員会から、2010年4月１日より「宮崎シャイニングサンズ後援会 (サンズ サポート フレンズ＝通称 SSF)」に組織移行し、チームの運営をサポート。
- SSF地域貢献事業第一弾として、2010年7月3日宮崎市木崎浜にて後援会･チームスタッフ･選手･ブースターによるビーチ☆クリーン活動を開催。
- 2010年8月22日オーバルパティオにて「SUNS ストリートボール2010」を開催。

## ブースタークラブ
- 2010-2011シーズンより「Club SUNS」として発足。ライト会員・レギュラー会員・ゴールド会員・法人会員の４つのカテゴリーを用意。
- 12からなる特典のほか、ポイント蓄積による会員限定の特典もある。

## 公式 Cafe&Dining
- 2010年7月26日、オフィスビル１Fに宮崎シャイニングサンズ公式Cafe&Dining「Dining SUNS(ダイニング サンズ)」をオープン。